# Canale di San Quintino

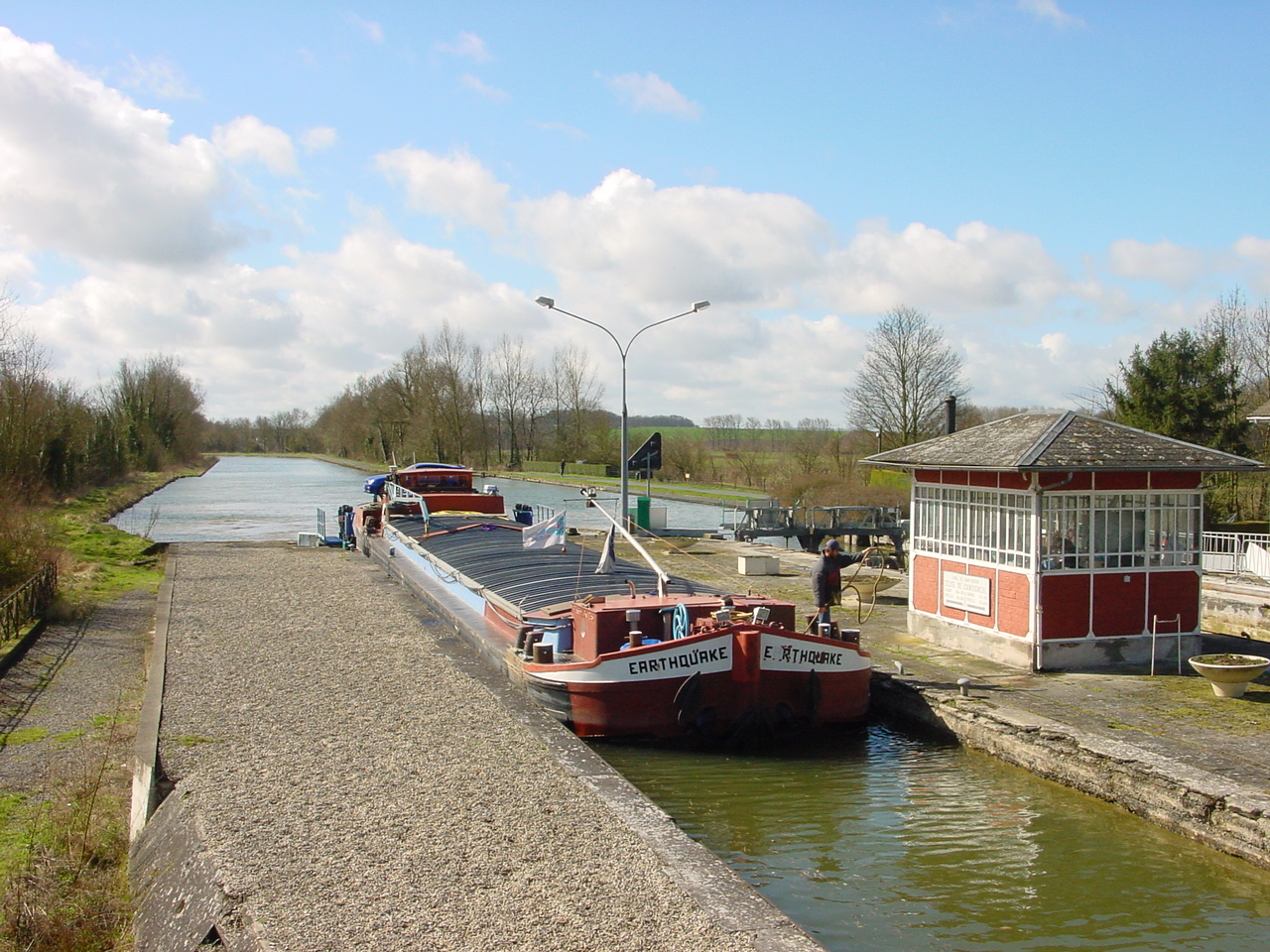
La chiusa di Noyelles-sur-Escaut presso Cambrai

Il canale di San Quintino (in francese canal de Saint-Quentin), lungo 92,5 km, assicura il collegamento fra l'Oise, la Somme e la Schelda e mette in collegamento il bacino parigino con il nord della Francia e il Belgio. Esso si compone di due tratte: 
- una prima, anticamente detta "canale Crozat", dall'Oise (Chauny) alla Somme (Saint-Simon) e al canale della Somme;
- il canale di San Quintino propriamente detto, dalla Somme alla Schelda (Cambrai).

Esso prosegue:
- a sud di Chauny con il canale laterale all'Oise;
- a nord di Cambrai con il canale della Schelda, che si congiunge con il canale Dunkerque-Schelda.

## Storia

### Il canale Crozat

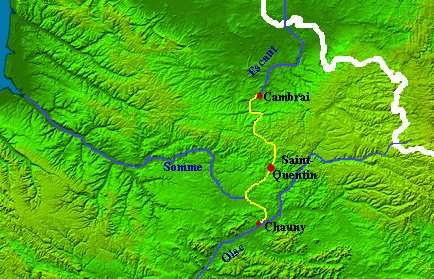
In giallo: traccia approssimativa del canale di San Quintino

Un primo canale, che congiunge l'Oise alla Somme, era stato progettato sotto il ministero del cardinale Giulio Mazzarino e di Colbert. Lavoiri ebbero inizio nel 1728, ma furono abbandonati a causa del loro costo troppo elevato. I progetti furono ripresi da Antoine Crozat, marchese e ricco finanziere. Questi fece subito parte della società del signore di Marcy, dopo di che prese i lavori a carico suo: modificò il tracciato iniziale, il che implicava alla via d'acqua l'attraversamento di Tergnier. Egli divenne proprietario in perpetuo di questo canale e castellano di Vendeuil. I lavori furono affidati alle truppe del re ripartite in quattro campi posti a Fargniers, Mennessis, Remigny et Jussy; all'impresa la mano d'opera locale partecipò poco.
Alla morte di Antoine Crozat, avvenuta nel 1738, solo 13 chilometri sui 41 previsti erano terminati, così come il porto di San Quintino. A questo primo canale, che non fu terminato fino a San Quintino se non nel 1776, venne dato il nome di canale Crozat (o canale di Piccardia) fino all'inizio del XX secolo.

### Il canale di San Quintino

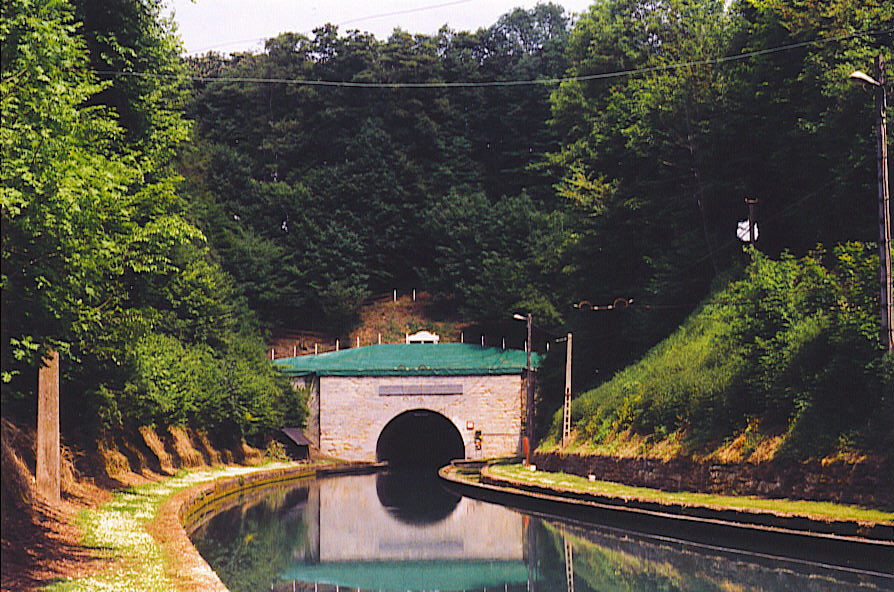
Passaggio sotterraneo di Riqueval: entrata sud

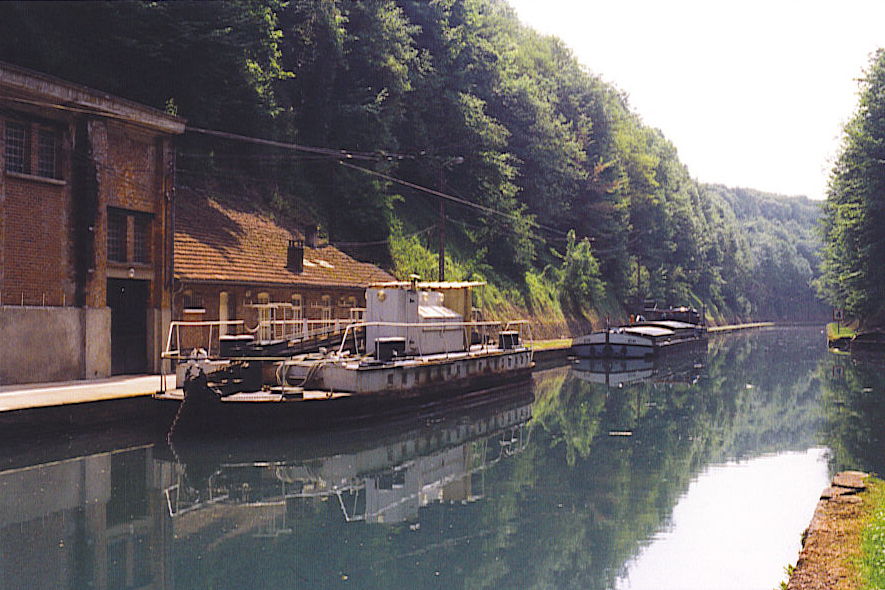
Canale di San Quintino con battello a Riqueval

Un ingegnere militare, di nome Devic (o de Vicq), propose più avanti di collegare la Somme alla Schelda, tagliando un canale tra San Quintino e Cambrai. La difficoltà era quella di attraversare la piana gessosa che separa le valli della Somme, della Schelda e della Scarpe, e di alimentare il canale allo spartiacque. Questo punto alto del canale (84 metri) si trova sul tratto del canale fra Lesdins e Vendhuile.
Devic propose di attraversare la piana con un canale sotterraneo, nella speranza che il canale venisse alimentato naturalmente dalle acque d'infiltrazione e da quelle della falda freatica: l'idea, troppo ambiziosa per quei tempi, venne abbandonata. Essa fu ripresa nel 1766 dall'ingegner Pierre-Joseph Laurent, che modificò i progetti di Devic e diresse i lavori. Tuttavia questi vennero nuovamente interrotti qualche anno dopo, nel 1775, a causa del decesso del Laurent, avvenuto il 3 ottobre 1773, e della mancanza di fondi, dovuta alla guerra d'indipendenza americana. Questa prima galleria fu interamente abbandonata.
Nel 1802 Napoleone diede l'ordine di riprendere i lavori secondo i progetti di Devic. Essi terminarono nel 1809, con il taglio di due canali sotterranei, il petit souterrain, lungo 1098 metri, tra Lesdins e Lehaucourt, e il grand souterrain o  souterrain de Riqueval, lungo 5670 metri, tra Bellenglise e Vendhuile. Furono due imprenditori, originari della valle del Giffre, Claude-François Perret e Claude-François Deplace, che furono incaricati dei lavori e si trovarono a capo di parecchie migliaia di uomini. Il cantiere durò circa otto anni. Il canale fu inaugurato in gran pompa il 28 aprile 1810 dall'imperatore Napoleone I e dall'imperatrice Maria Luisa.
Ci si rese conto però presto che, a causa di un periodo di siccità, le acque d'infiltrazione e da quelle della falda freatica erano insufficienti ad alimentare il canale: si decise quindi di alimentarlo tramite un piccolo canale adduttore dal Noirieu, affluente dell'Oise, fino al canale a Lesdins. Il canaletto dal Noirieu, lungo 20 km, fu tagliato nel 1826, in sotterranea tra Vadencourt e Croix-Fonsomme. Il canale è anche alimentato dalla falda freatica, la Schelda e la Somme a livello della palude di Isle a San Quintino.
La sagoma del canale di San Quintino fu portata nel XIX secolo allo standard Freycinet: fu sufficiente ampliarlo di poco, poiché la sagoma Freycinet riprende essenzialmente quella delle chiatte normalmente in circolazione.
Il canale ha conosciuto un traffico intenso, essendo utilizzato per il trasporto di cereali e carbone a Parigi, fino al 1966, data dell'apertura del canale del Nord.

## Ittiologia
Si ritrovano numerose specie di pesci nel canale di San Quintino: carpe, gardon, gobioni, scardole, tinche, lucci, sandre, breme, scazzoni, pesci persico, alburni.

## Immagini del canale

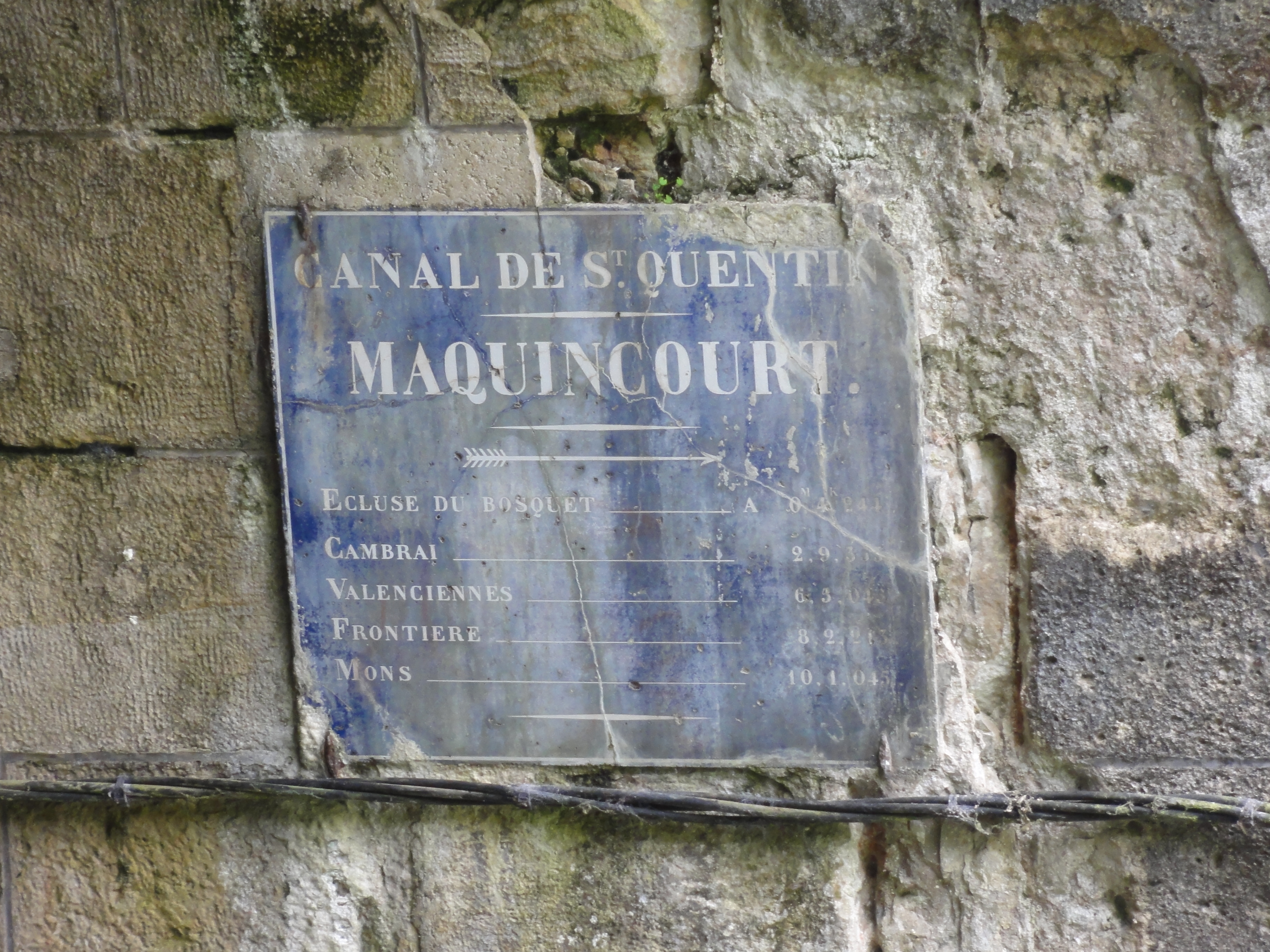
Macquincourt (Bony), targa all'uscita nord del tunnel di Riqueval
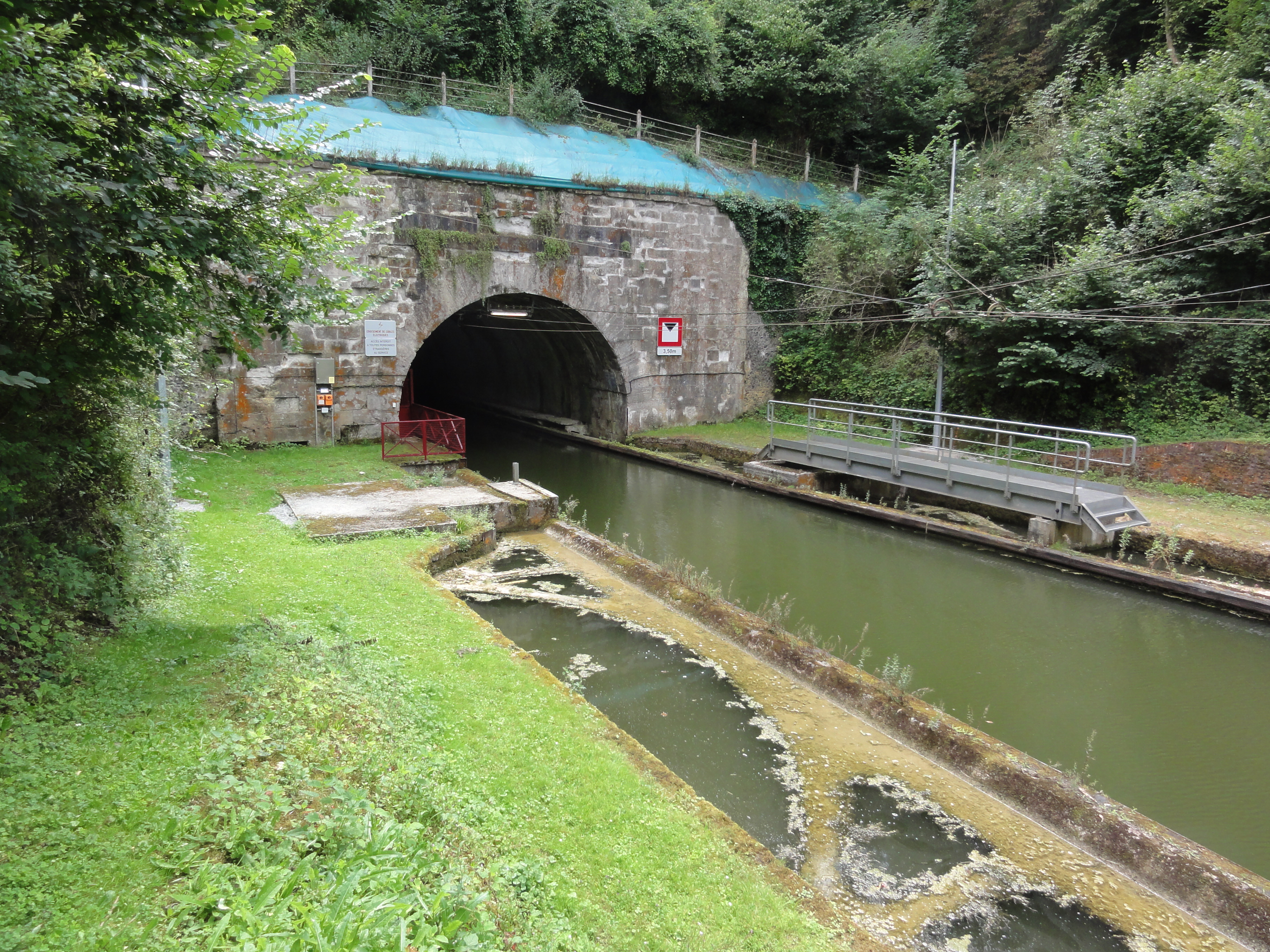
Macquincourt, uscita nord del tunnel di Riqueval
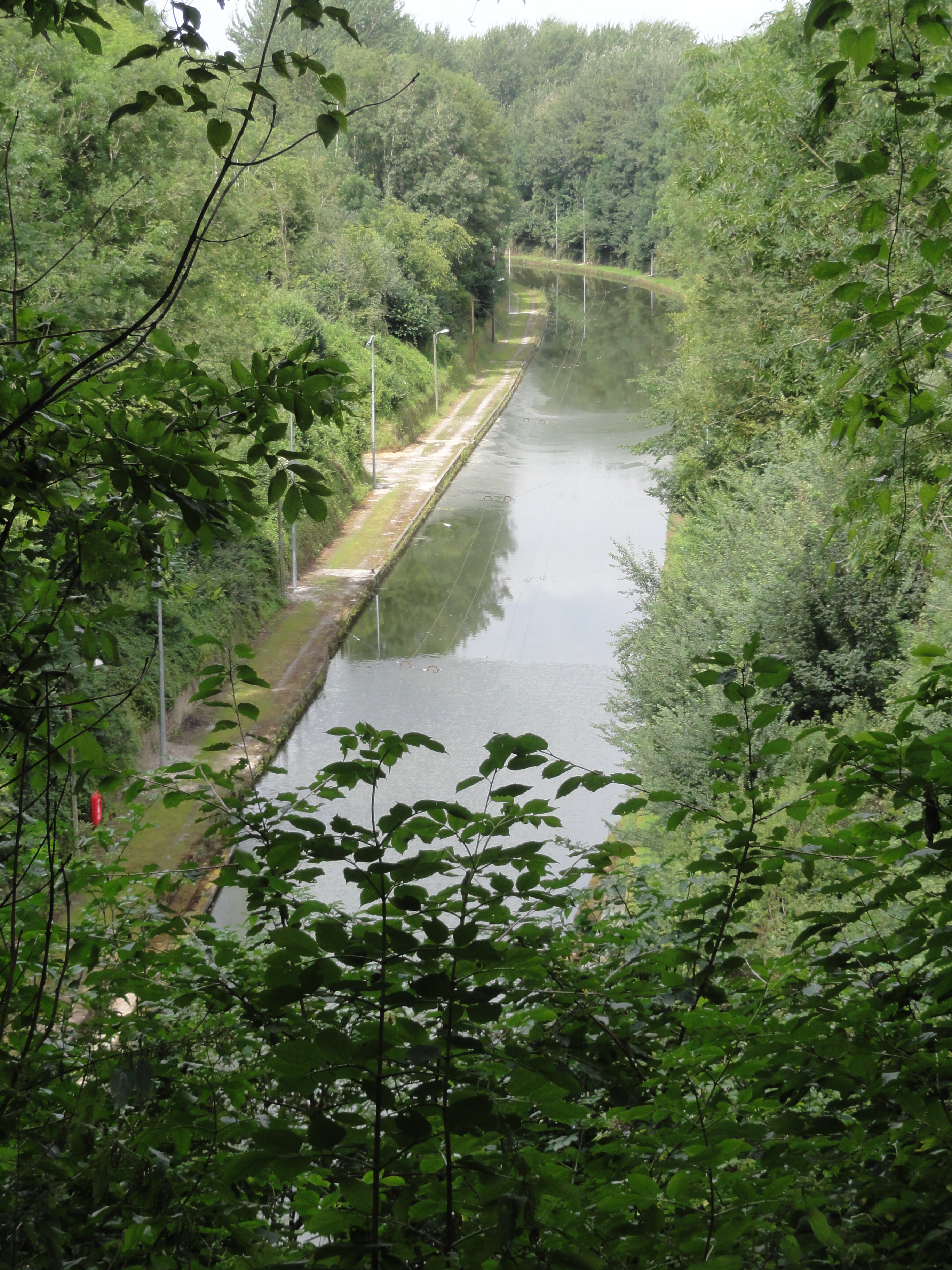
Macquincourt, canale di San Quintino, all'uscita nord della galleria di Riqueval

## Percorsi e comuni attraversati
Dipartimento dell'Aisne
- Chauny
- Viry
- Condren

Congiunzione del canale della Sambre all'Oise
- Tergnier
- Quessy
- Mennessis
- Jussy
- Saint-Simon

Congiunzione al canale della Somme
- Tugny-et-Pont
- Artemps
- Happencourt
- Seraucourt-le-Grand
- Fontaine-lès-Clercs
- Dallon
- San Quintino
- Omissy
- Lesdins
- Lehaucourt
- Bellenglise
- Riqueval (commune de Bellicourt)
- passaggio sotterraneo di Riqueval
- Bony
- le Catelet
- Vendhuile

Dipartimento del Nord
- Honnecourt-sur-Escaut
- Banteux
- Bantouzelle
- les Rues-des-Vignes
- Masnières
- Marcoing
- Noyelles-sur-Escaut
- Proville
- Cambrai